# Бауэр, Фридрих Вильгельм
Фридрих Вильгельм Бауэр (нем. Friedrich Wilhelm Bauer; также Фёдор Виллимович (Вилгельмович, Васильевич) Бауер или Баур, Боур, Бавер, Bawr; 1731 (1734), Графство Ганау, Священная Римская империя — 1783, Санкт-Петербург, Российская империя) — российский генерал-квартирмейстер, инженер-гидротехник, архитектор, картограф немецкого происхождения.

## Биография
|                                           |  |
|                                           |  |
|                                           |  |
| Листы карты Молдавии, составленной Бауром |  |

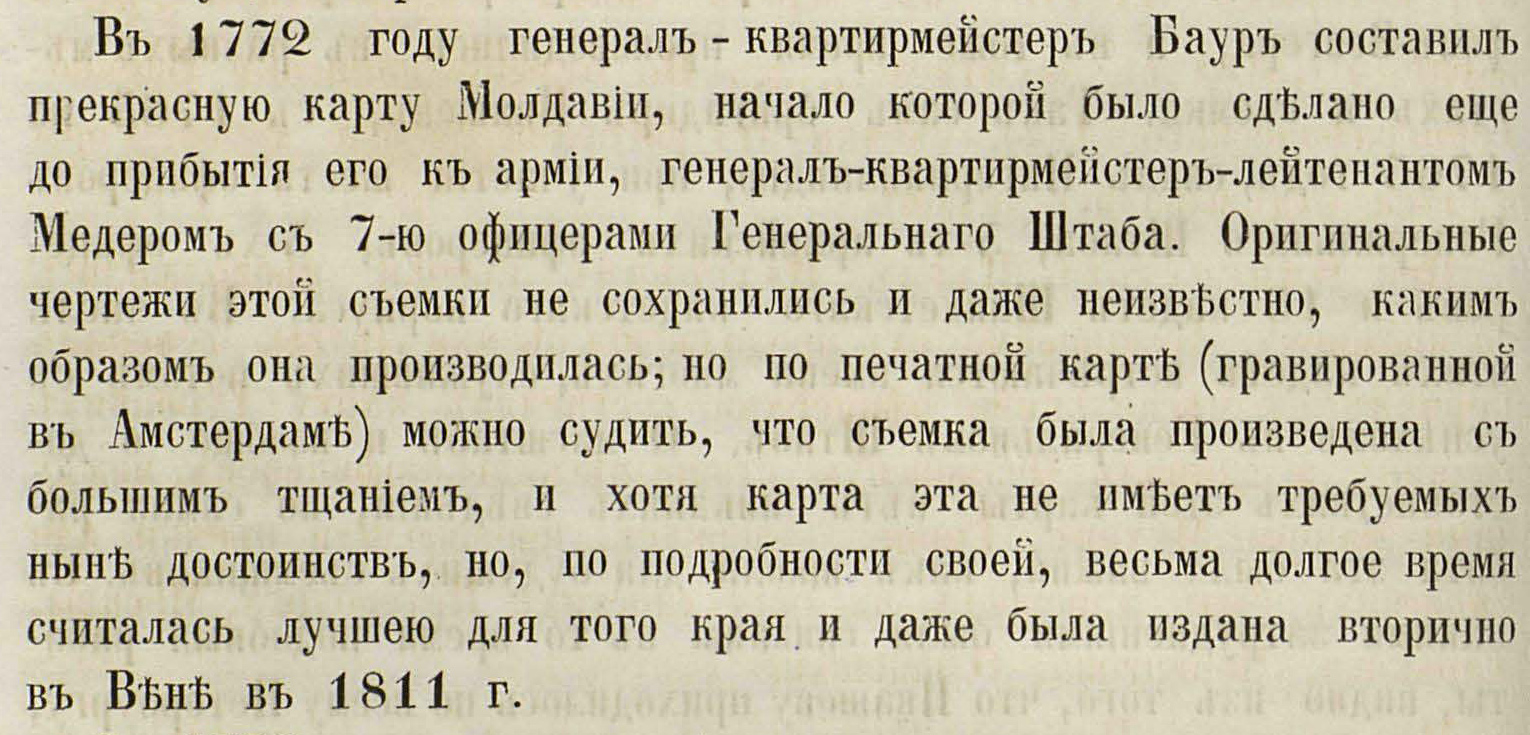
Издание: «Исторический очерк деятельности Корпуса военных топографов, 1822—1872», Издательство: С.-Петербург; Год: 1872, стр. 26

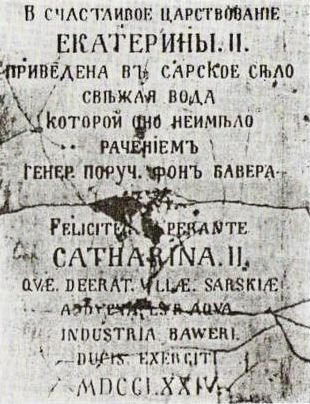
Мемориальная доска грот «Монах», на доске год 1774

Согласно данным большинства источников родился в 1731 году (по другим данным — в 1734 году) в графстве Ганау (Священная Римская империя).
В 1756 году, во время войны Англии и Франции поступил в гессенские войска, с которыми участвовал в кампаниях 1757—1758 и 1759—1760 годах. Потом он перешёл на прусскую службу инженер-майором, а в 1762 году получил звание генерал-квартирмейстера.
По окончании Семилетней войны Баур вышел в отставку и посвятил себя учёным трудам. В 1769 году императрица Екатерина II, готовясь к войне с Турцией, пригласила его в Россию, где он был принят на службу на должность генерал-квартирмейстера и отправлен в армию графа Румянцева. На театре военных действий особенно отличился в битве у Рябой Могилы 17 (28) июня 1770 года, где командовал авангардом. Хорошо проявил себя также в сражениях при Ларге 7 (18) июля 1770 года и Кагуле 21 июля (1 августа) 1770 года.
В 1772 года Баур приступил к преобразованию Генерального штаба, причём последнему дано самостоятельное существование, в зависимости только от генерал-квартирмейстера. 21 апреля 1773 года был пожалован чином генерал-поручика.
Баур много работал в инженерных областях:
| - составил образцовую карту Молдавии; - участвовал в проектировании устройства гаваней в Кронштадтском и Рижском портах; - в 1774 году при его участии сооружён Таицкий водовод в Царском Селе и Мытищинский (с Ростокинским акведуком) в Москве; - был архитектором нескольких набережных в Санкт-Петербурге, в частности: - Под его руководством строились каменные стены Фонтанки и спуски к воде. Работы проводились в 1780—1789 годах, но Ф. В. Баур скончался в 1783 году; - Возглавлял комиссию по строительству Екатерининского канала. Доска в ныне разрушенном гроте «Монах» Баболовского парка Царского Села гласила: В счастливое царствование Екатерины II приведена в Сарское Село свежая вода, которой оно не имело, рачением генер. поруч. фон Бавера |

## Награды
| - Орден святого Георгия 2-й степени (награждение № 3; дата награждения 27.VII.1770) с формулировкой: За оказанное им искусство и пример мужества, служивший подчиненным его по преодолению трудов неустрашимости и к одержанию над неприятелем победы 21-го июля 1770 года под Кагулом - Орден Святой Анны (№ 209 в списке, дата награждения — 1770). - Орден Святого Александра Невского (награждение № 496, 22 сентября 1777 года). - Орден Святого Владимира. |

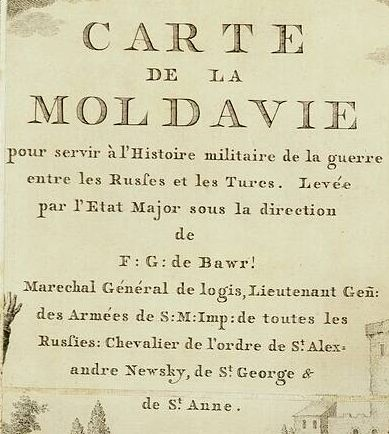
Название Carte Moldavie с указанием наград Баура (упоминаются ордена Александра Невского, Св. Георгия, Св. Анны)
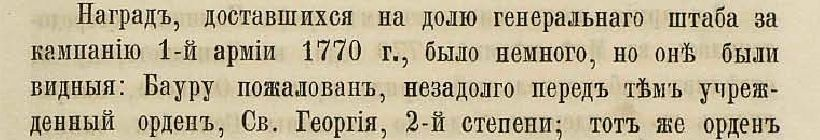
Николай Глиноецкій, «Исторія Русскаго генеральнаго штаба», СПб., 1883, том 1, стр. 73. О награждении Баура орденом Св ГЕОРГИЯ 2 ст
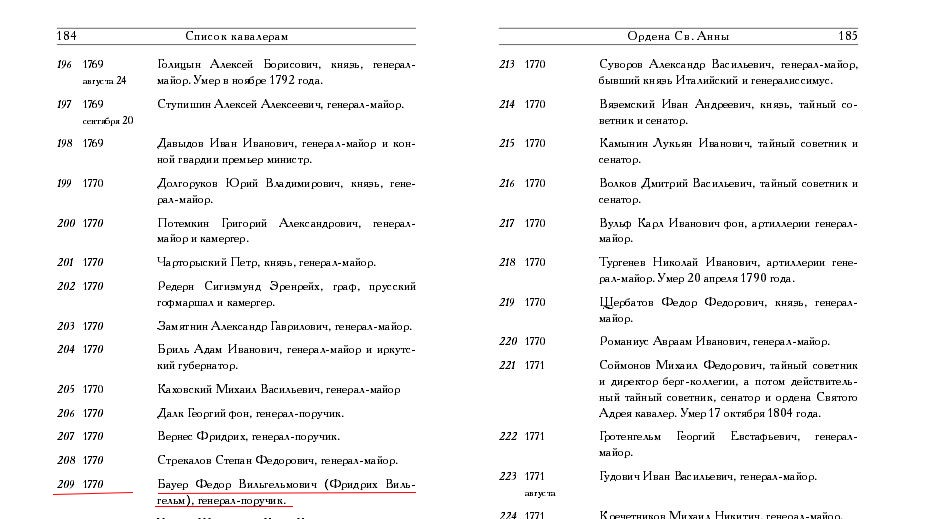
Дата и номер в списке награждения Баура орденом Св. Анны
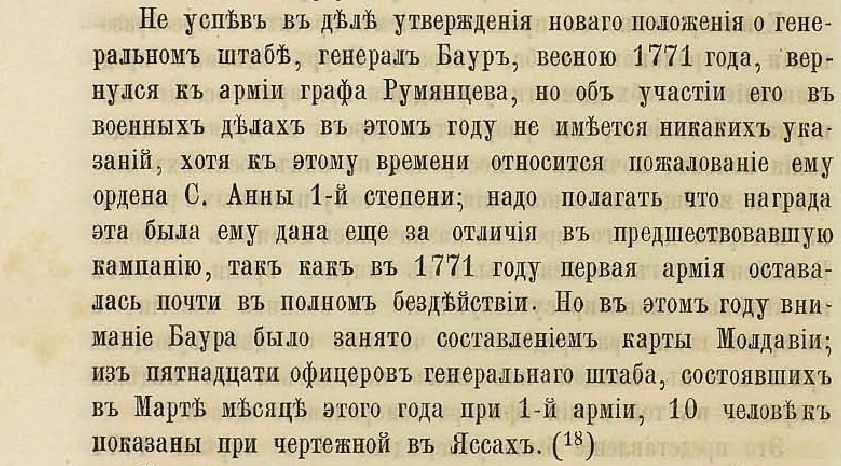
Н. Глиноецкій «Исторія Русскаго генеральнаго штаба», С-Петербург, 1883, стр. 78. О награждении Баура орденом Св. Анны
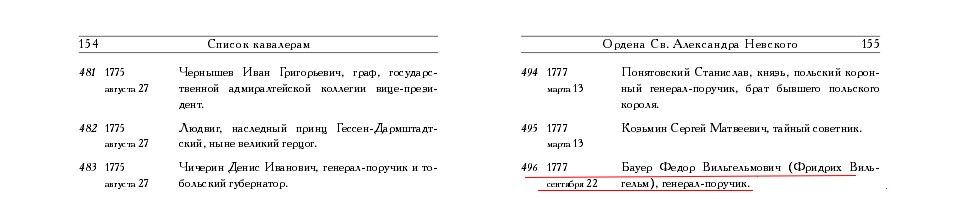
Дата и номер награждения Баура орденом Александра Невского
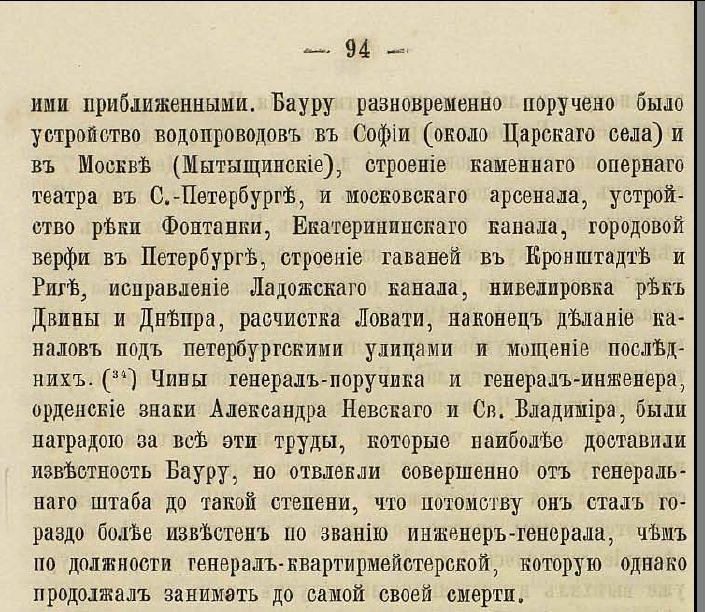
Николай Глиноецкій, «Исторія Русскаго генеральнаго штаба», СПб., 1883, том 1, стр. 94 О награждении Баура орденами А. НЕВСКОГО и Св. ВЛАДИМИРА

## Адреса в Санкт-Петербурге
«Баурский дом» в Санкт-Петербурге (набережная Кутузова, 36 — набережная Фонтанки, 2) был построен в строгом классическом стиле в 1781—1784 годах.

## Семья
- 1-й брак — Вильгельмина Мария Бауэр, урожд. фон Эренберг (Wilhelmine Marie von Ehrenberg)
  - Сын — Карл Фёдорович Бауэр (Karl Bawr) (Боур, Баур) (1767—1812), генерал-лейтенант. В Петербурге его имя связывали с историей о похищении и изнасиловании, касающейся великого князя Константина Павловича.[7][8][9]
- 2-й брак — Софья Андреевна Бауэр, урожд. Бём (Charlotte Henriette von Böhm) (1753—?), фрейлина Екатерины II. 
  - Дочери: Шарлотта (1783—1841); Каролина, в замужестве фон Таубенхейм (Caroline von Taubenheim) (1785—1858).

## Труды
- Мемуары: Mémoires historiques et geographiques et militaires sur la Valaquie, 1778[10].
- Carte de la Moldavie (pour servir à l’Histoire militaire de la guerre entre les Russes et les Turcs / Levée par l’Etat Major sous la direction de F. G. de Bawr! Marechal Général de logis, Lieutenant Geñ. des Armées de S. M. Imp. de toutes les Russies: Chevalier de l’ordre de St. Alexandre Newsky, de St. George & de St. Anne. Author(s): Ornamenta sculpsit Jakob V. Schley, Leonard, Schenk Janszoon, Friedrich W. Bauer. Publisher: Amsterdam, 1781[2][4]